# Flo Rida
Tramar Dillard (n. 16 septembrie 1979, Miami, Florida), cunoscut sub numele de scenă Flo Rida, este un rapper american.

## Copilăria și începutul carierei
Tramar Dillard a fost crescut de părinții săi împreună cu cele șapte surori ale lui.
În timp ce era în clasa a noua s-a alăturat unui grup de rapperi numit GroundHogzz. GroundHogzz era o trupă de trei membri,și anume :1Bred,Kelly Lime și Fist care au trăit în același complex de apartamente ca și Dillard;apartamentele 187. Ei au început să înregistreze melodii la Underground Studios în Carver Ranches. Acum, în această formulă de patru membrii, trupa GroundHogzz a stat unită timp de opt ani.

## Discografie

### Albume
Albumul său de debut, Mail On Sunday, a fost lansat pe 17 martie 2008.

### Discuri single
Până acum, de pe albumul Mail On Sunday, au fost extrase 3 discuri single:
- „Low” (feat. T-Pain), melodie produsă de T-Pain. Cântecul a fost selecționat pe coloana sonoră a filmului Step Up 2: The Streets.
- „Elevator” (feat. Timbaland), produsă de Timbaland.
- „In The Ayer” (feat. Will.i.am & Fergie), produsă de Will.I.Am.

### Alte apariții
Înainte de acest album, Flo Rida a mai apărut și pe materialele altor artiști, cea mai importantă fiind apariția pe albumul We the Best al lui DJ Khaled, în 2006.
În 2009 a produs melodia Right Round, împreună cu Ke$ha.
În 2021, cântând alături de Senhit, a reprezentat San Marino la Concursul Muzical Eurovision.
1. ↑   https://www.allmusic.com/artist/mn0000921924 Lipsește sau este vid: |title= (ajutor)
2. ↑  „Flo Rida”, Gemeinsame Normdatei, accesat în 31 martie 2015
3. ↑  CONOR.SI[*] Verificați valoarea |titlelink= (ajutor)